# Kitxmalka
Kitxmalka (en rus: Кичмалка) és un poble de Kabardino-Balkària, a Rússia, que el 2019 tenia 1.556 habitants. Pertany al districte rural de Zalukókoaje.